# سرمایه‌گذاری ریئنت
سرمایه‌گذاری ریئنت (به انگلیسی: Reinet Investments) شرکت سرمایه‌گذاری لوکزامبورگی است، که در سال ۲۰۰۸ از شرکت کالای لوکس سوئیسی ریشمون تفکیک گردید. این شرکت عمدتأ در صنعت خودروسازی سرمایه‌گذاری می‌کند.
مالک شرکت سرمایه‌گذاری ریئنت خانواده روپرت می‌باشد. این شرکت در سال ۲۰۰۹ کلیه سهام بخش مبادلات سهام اختصاصی بانک برادران لیمن را خریداری کرد. شرکت ریئنت همچنین ۴ درصد از سهام شرکت بریتیش آمریکن توباکو را در اختیار دارد.